# George Frederic Watts
George Frederic Watts, também grafado George Frederick Watts, OM, (23 de fevereiro de 1817 – 1 de julho de 1904) foi um pintor e escultor inglês da era vitoriana, vinculado ao movimento simbolista.
Watts tornou-se famoso ainda em vida por suas obras alegóricas, tais como Hope e Love and Life. Estas pinturas foram planejadas para formar parte de um ciclo épico simbólico denominado House of Life (Casa da Vida), no qual as emoções e aspirações da vida seriam representadas numa linguagem simbólica universal.

## Galeria

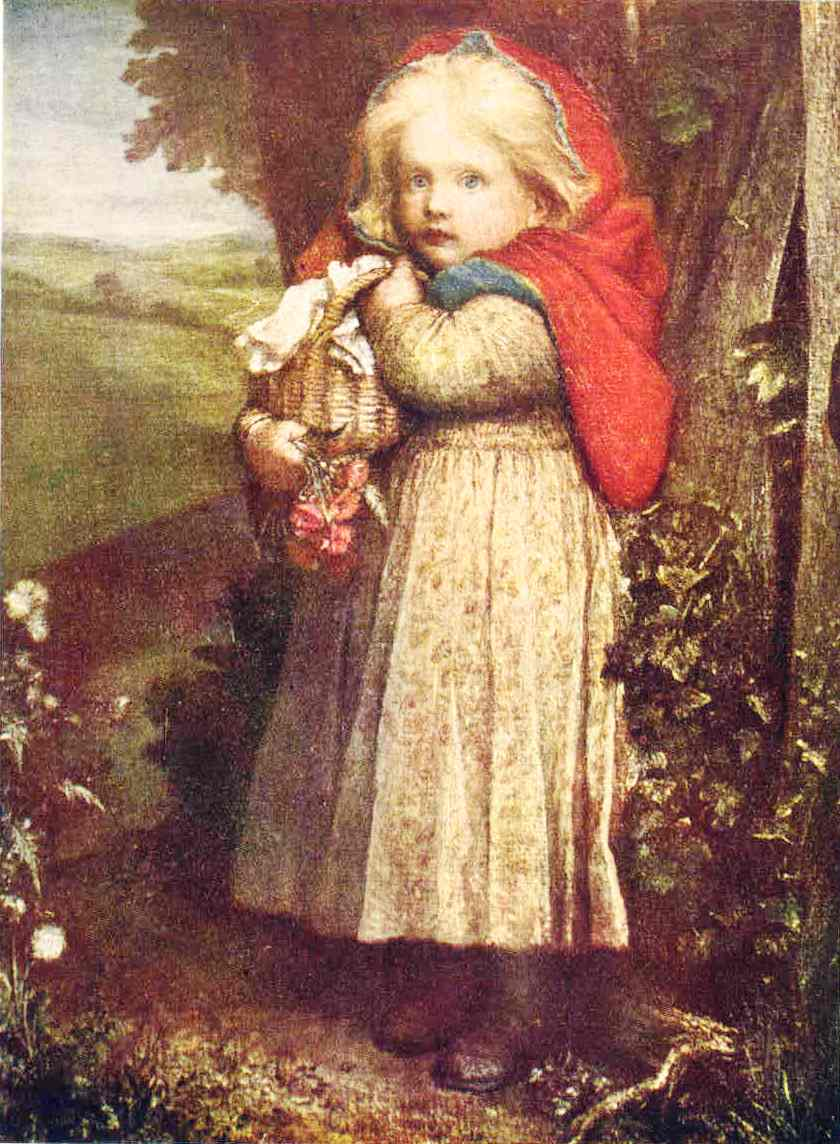
Capuchinho Vermelho
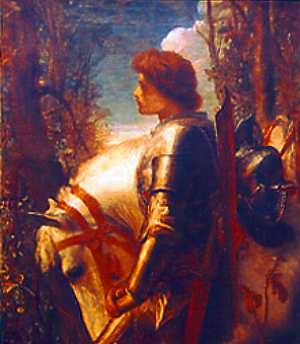
Sir Galahad
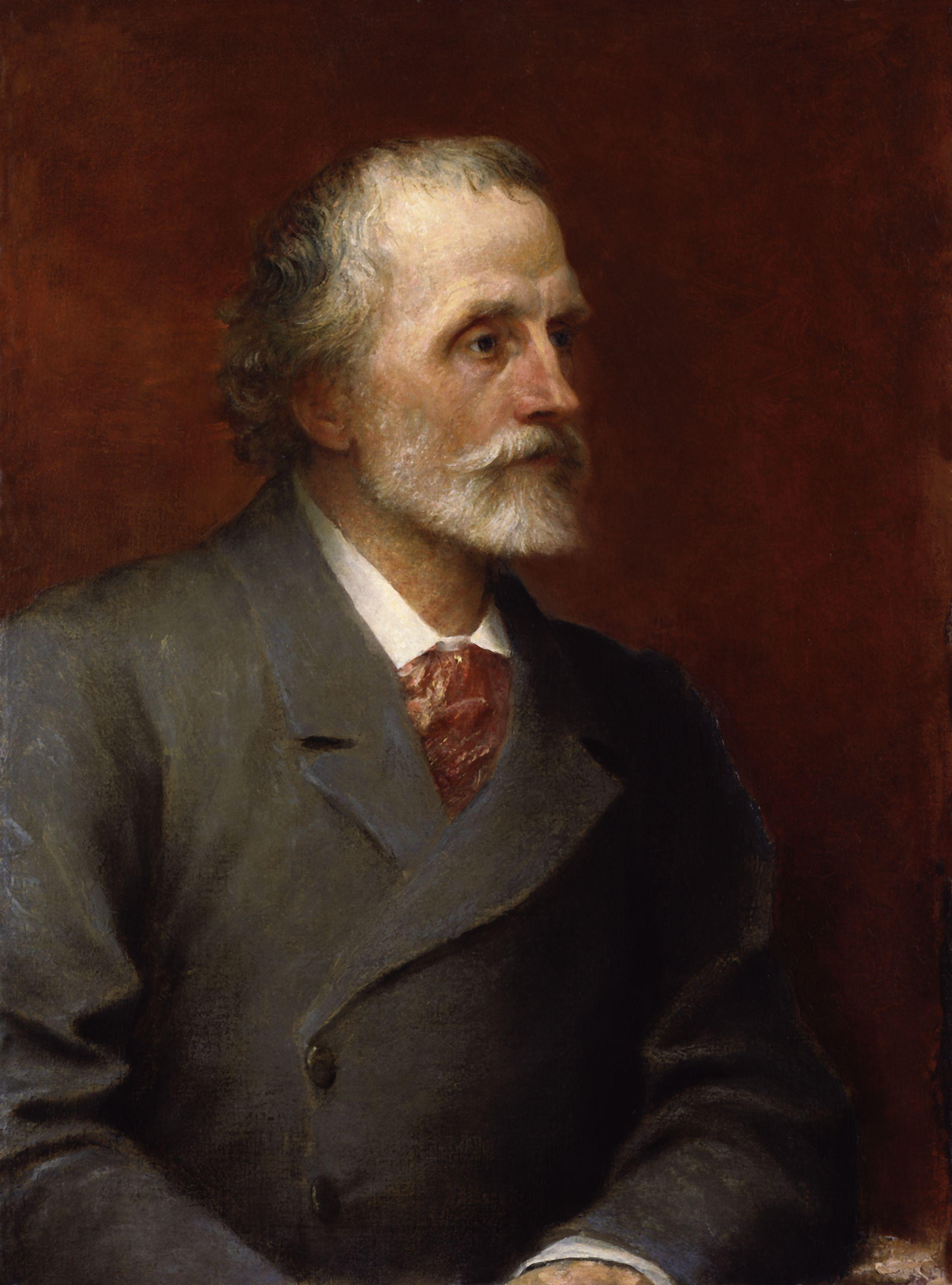
Retrato de George Meredith
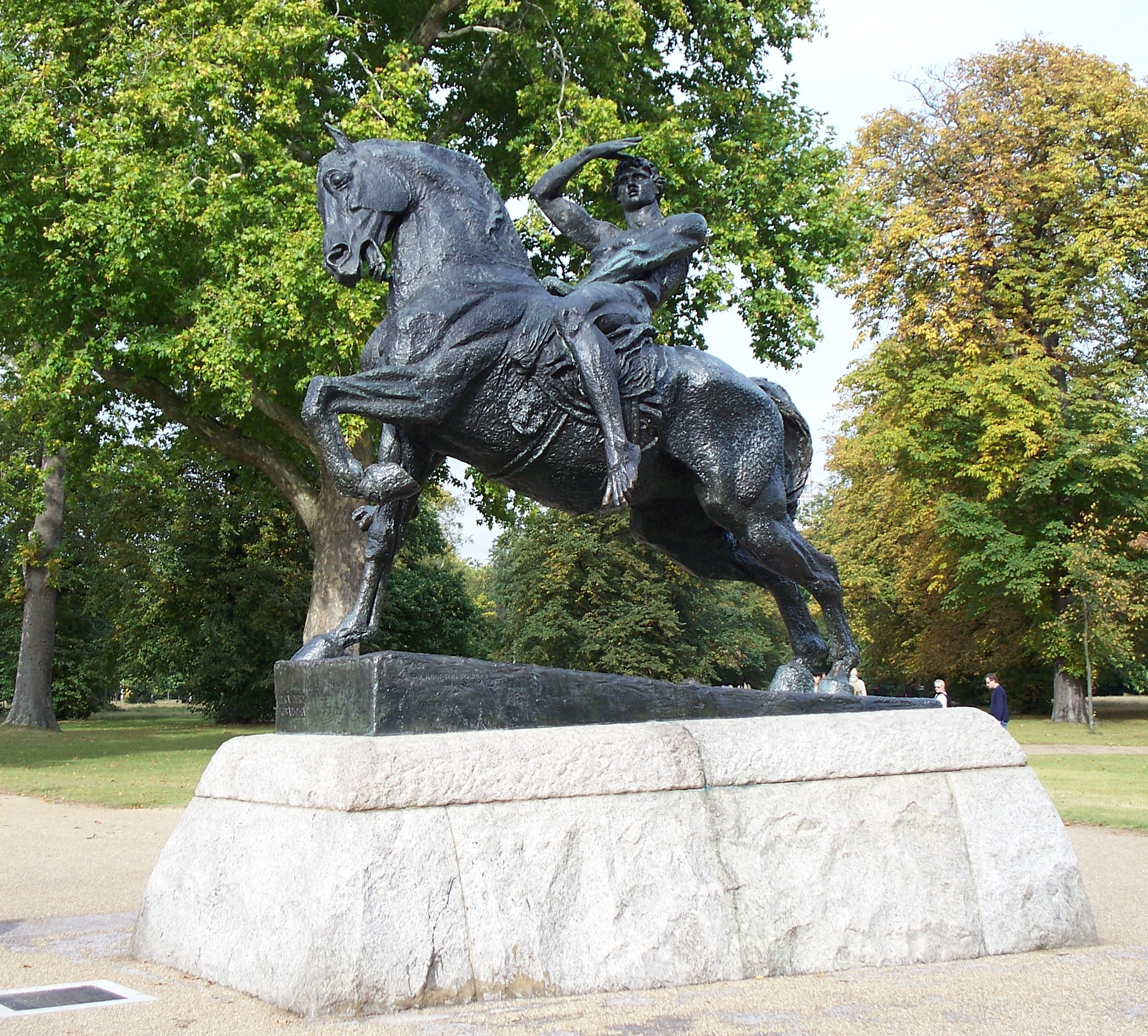
Physical Energy